# Autruche
Autruche ist eine französische Gemeinde mit 50 Einwohnern (Stand 1. Januar 2022) im Département Ardennes in der Region Grand Est (vor 2016 Champagne-Ardenne). Sie gehört zum Arrondissement Vouziers, zum Kanton Vouziers und zum Gemeindeverband Argonne Ardennaise.

## Geografie
Die Gemeinde Autruche liegt 17 Kilometer nordöstlich von Vouziers. Umgeben wird Autruche von den Nachbargemeinden Saint-Pierremont im Nordosten, Harricourt im Osten und Südosten, Germont im Süden sowie Authe im Westen und Nordwesten.

## Bevölkerungsentwicklung
| Jahr                       | 1962 | 1968 | 1975 | 1982 | 1990 | 1999 | 2006 | 2019 |
| Einwohner                  | 113  | 101  | 87   | 71   | 48   | 44   | 51   | 59   |
| Quellen: Cassini und INSEE |      |      |      |      |      |      |      |      |

## Sehenswürdigkeiten

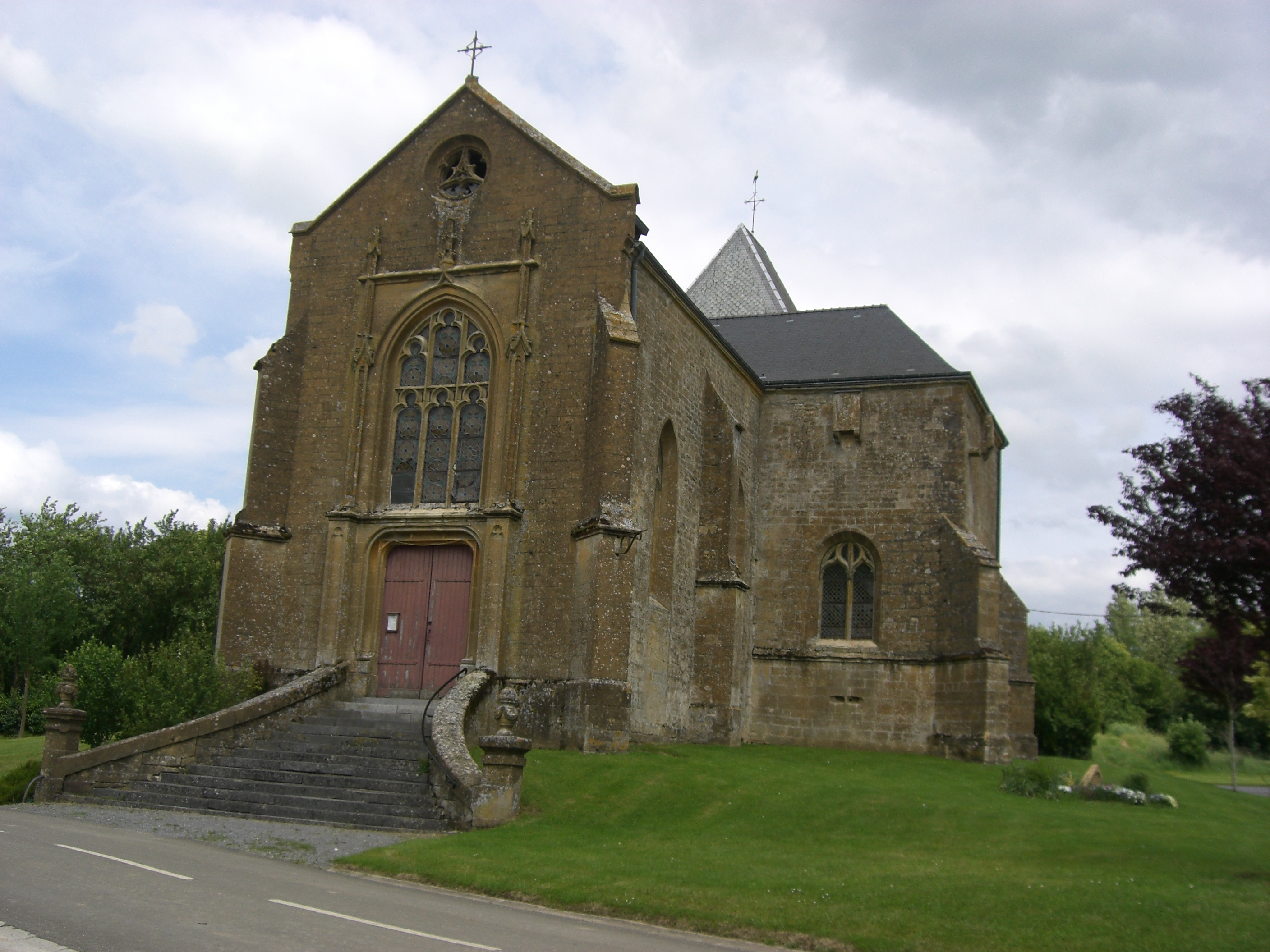
Kirche Saint-Nicolas

- Kirche Saint-Nicolas, erbaut im 14. Jahrhundert, Monument historique seit 1980[1]